# AH Medvědi Cheb
AH Medvědi Cheb byl český klub ledního hokeje, který sídlil v Chebu v Karlovarském kraji. Zanikl v roce 2012. V sezóně 2011/12 působil v Karlovarské krajské soutěži, páté české nejvyšší soutěži ledního hokeje.
Své domácí zápasy odehrává na zimním stadionu Cheb s kapacitou 1 670 diváků.

## Přehled ligové účasti
Stručný přehled
Zdroj:
- 2010–2011: Karlovarská krajská soutěž – sk. B (5. ligová úroveň v České republice)
- 2011–2012: Karlovarská krajská soutěž (5. ligová úroveň v České republice)

Jednotlivé ročníky
Zdroj:
Legenda: ZČ - základní část, červené podbarvení - sestup, zelené podbarvení - postup, fialové podbarvení - reorganizace, změna skupiny či soutěže
| Česko (2010 – 2012) |                                    |           |           |                                       |                       |
| Sezóny              | Soutěž                             | Úroveň    | ZČ        | Play-off, nadstavba, sk. o udržení... | Poznámky              |
| 2010/11             | Karlovarská krajská soutěž – sk. B | 5. úroveň | 9. místo  |                                       | Reorganizace          |
| 2011/12             | Karlovarská krajská soutěž         | 5. úroveň | 11. místo |                                       | Odstoupení ze soutěže |